# بنفشه‌درق (بستان‌آباد)
بنفشه‌درق یکی از روستاهای استان آذربایجان شرقی است که در دهستان عباس شرقی بخش تیکمه‌داش شهرستان بستان‌آباد واقع شده‌است.این روستا ۲۴ نفر جمعیت دارد.